# NGC 30
NGC 30 is een dubbelster in het sterrenbeeld Pegasus.
NGC 30 werd op 30 oktober 1864 ontdekt door de Duitse astronoom Albert Marth.